# Rhagodes karschi
Rhagodes karschi är en spindeldjursart som beskrevs av Kraepelin 1899. Rhagodes karschi ingår i släktet Rhagodes och familjen Rhagodidae. Inga underarter finns listade i Catalogue of Life.